# Valentin Vassilev (Musiker)
Valentin Vassilev (* 6. Oktober 1962 in Pawlikeni, Bulgarien) ist ein bulgarisch-schweizerischer Chorleiter, Opernsänger und Musikpädagoge.

## Biographie

### Ausbildung
Valentin Vassilev fiel bereits als 6-Jähriger durch seine Musikalität auf. 1977 wurde er an der Nationalen Kunstschule Panajot Pipkow (ehemals Musikgymnasium) in Plewen, Bulgarien, aufgenommen, wo er u. a. klassischen Gesang bei Dora Glozhenska und Chorleitung bei deren Tochter Ivet Ghozhenska studierte. 1981 absolvierte er das Abitur mit Auszeichnung. Anschliessend folgten weitere zwei Jahre Ausbildung in den Fächern Gesang und Musikpädagogik an der Hochschule für Musikpädagogik (heute: Akademie für Musik, Tanz und Schöne Künste) in Plowdiw. Ab 1983 studierte er an der Nationalen Musikakademie «Prof. Pantscho Wladigerow» (ehemals Bulgarisches Staatskonservatorium), Sofia, Chorleitung bei Stoyan Kralev und beendete seine Studien 1988 ebenfalls mit Auszeichnung. Ab 1990 war Vassilev im Fach Chorleitung Assistent von Stoyan Kralev.

### Werdegang
Den ersten professionellen Auftritt als Opernchorist hatte er 1985 mit einer Aufführung von Verdis Aida am Teatro Margherita in Genua unter der Chorleitung von Dante Ghersi und dem Dirigat von Maurizio Arena mit u. a. Maria Chiara, Elena Obraztsova und Lando Bartolini.
Während acht Jahren (1985–1993) war Vassilev stellvertretender Chorleiter und Solist des Chors «Madrigal», auch als Kammerchor Sofia bekannt. Mit diesem Chor führten ihn Tourneen durch Europa und Australien sowie während 10 Jahren an die Bregenzer Festspiele. Seine ersten Auftritte dort hatte er in Hoffmanns Erzählungen, Fidelio, Nabucco und Carmen. Wichtige Erfahrungen sammelte er bei den Bregenzer Festspielen vor allem mit Auftritten in Ernani (mit Renato Bruson) oder Samson et Dalila, aber auch mit selten gespielten Werken wie Tschaikowskys Mazeppa, Zandonais Francesca da Rimini oder Chaussons Le roi Arthus. Prägend war auch die Arbeit unter Regisseur Harry Kupfer bei Berlioz’ La damnation de Faust und Rimski-Korsakows Die Legende von der unsichtbaren Stadt Kitesch sowie mit den Chorleitern Helmuth Froschauer und Michael Tomaschek. Zu den Dirigenten, mit denen er in Bregenz zusammenarbeitete, gehören Pinchas Steinberg, Sylvain Cambreling, Marc Soustrot, Wladimir Fedossejew, Ulf Schirmer, Frédéric Chaslin, Rafael Frühbeck de Burgos, Fabio Luisi und Marcello Viotti.
Seit 1993 ist er Chorleiter am Theater Orchester Biel Solothurn TOBS (ehemals Städtebundtheater Biel-Solothurn), wo er bereits für über 100 Choreinstudierungen verantwortlich war.

### Lehrtätigkeit
Neben seiner Theatertätigkeit arbeitet Vassilev als Gesangs- und Musikpädagoge und leitet Chorworkshops im In- und Ausland (Italien).

## Repertoire

### Theater Biel Solothurn (TOBS)
Unter Vassilevs Leitung kommen Opern sämtlicher Musikepochen zur Aufführung. Zu seinem Repertoire gehören Werke vom Barock bis zur Klassik (Jean-Baptiste Lully, Henry Purcell, Jean-Philippe Rameau, Georg Friedrich Händel, Christoph Willibald Gluck, Joseph Haydn, Ludwig van Beethoven sowie alle grossen Opern von Wolfgang Amadeus Mozart), bekannte und unbekannte Opern des 19. Jahrhunderts (z. B. von Vincenzo Bellini, Georges Bizet, Gaetano Donizetti, Antonín Dvořák, Leoš Janáček, Jacques Offenbach, Giacomo Puccini, Gioachino Rossini, Peter Tschaikowski, Giuseppe Verdi) sowie Kompositionen der Moderne (z. B. Karl Jenkins, Heinrich Sutermeister, Stephen Sondheim, Kurt Weill).
Neben Perlen des Belcanto (z. B. La sonnambula von Bellini, Lucia di Lammermoor von Donizetti) und zahlreichen Verdi-Opern (u. a. Ernani, Rigoletto, Il trovatore, La traviata, Macbeth, Un ballo in maschera) kamen unter seiner Chorleitung auch Werke des Verismo zur Aufführung (Puccinis Madama Butterfly und Tosca). Der Chor sang unter seiner Leitung bereits in deutscher, italienischer, französischer, englischer, lateinischer, spanischer, russischer (Tschaikowskys Eugen Onegin, Iolanta, Mazeppa) und tschechischer Sprache (Dvořáks Rusalka, Janáčeks Šarka). Zudem zeichnete Valentin Vassilev verantwortlich für die Choreinstudierung der Uraufführung von Jost Meiers Oper Marie und Robert (2017).
Auch für die Operetten (z. B. von Emmerich Kálmán, Franz Lehár, Offenbach, Johann Strauss) und Musicals (z. B. Anatevka von Jerry Bock, My Fair Lady von Frederick Loewe, Sweeney Todd von Stephen Sondheim) am TOBS war Vassilev für die Choreinstudierung verantwortlich.
Unter seiner Leitung kamen auch zahlreiche konzertante Choreinstudierungen zur Aufführung. Der TOBS-Theaterchor ist regelmässiger Gast im Kultur- und Kongresszentrum Luzern (KKL) unter der Leitung von Manfred Obrecht.
2011 erhielt der Chor unter Valentin Vassilevs Leitung die Ehrung für besondere kulturelle Verdienste durch den Bieler Gemeinderat.
Vassilev tritt zudem regelmässig als Solist bei TOBS sowie als Konzertsänger auf. Er arbeitete dort u. a. mit den Dirigenten Marc Tardue, Fabrizio Ventura, Franco Trinca, Kaspar Zehnder und Yannis Pouspourikas, mit den Regisseuren Peter Theiler, Mariame Clément und Dieter Kaegi, sowie mit den Solisten Regula Mühlemann, Bernard Richter, Vitalij Kowaljow oder Johannes Martin Kränzle.

### Externe Choreinstudierungen
Nationales Zentrum für Darstellende Künste Peking, China
- 2012 Der fliegende Holländer, Richard Wagner, Regie: Giancarlo del Monaco, Dirigat: Lü Jia[17][18]
- 2016 Tannhäuser, Richard Wagner, Regie: Pier Luigi Pier’Alli, Dirigat: Lü Jia[19]
- 2016 La traviata, Giuseppe Verdi, Regie: Benito Leonori, Dirigat: Yu Long[20]

Oper Schenkenberg (Aargau) Freilichtproduktionen
- 2010 Carmen, Regie: Anette Leistenschneider, Dirigat: Marc Tardue[21]
- 2013 Il trovatore, Regie: Andreas Baesler, Dirigat: Marc Tardue[22]
- 2016 Rigoletto, Regie: Giancarlo del Monaco, Dirigat: Giuliano Betta[23]

Sommeroper Selzach (Solothurn)
- 2012 Hoffmanns Erzählungen, Regie: Thomas Dietrich, Dirigat: Bruno Leuschner[24]
- 2016 L’elisir d’amore, Regie: Thomas Dietrich, Dirigat: Bruno Leuschner[25][26]
- 2018 Der fliegende Holländer, Regie: Dieter Kaegi, Dirigat: Constantin Trinks[27]
- 2022 Der Mann von La Mancha, Regie: Olivier Tambosi, Dirigat: Iwan Vassilewski[28]
- 2024 Carmen, Regie: Maria Riccarda Wesseling, Dirigat: Kaspar Zehnder[29]

## Privatleben
Valentin Vassilev lebt seit 1993 in Biel, Schweiz. Er ist Vater der Pianistin und Liedbegleiterin Ekaterina Nokkert (* 1988), des Pianisten, Jazz- und Filmkomponisten Angel Vassilev (* 1991) und der Tattookünstlerin Anna Vassilev (* 1995).